# 가레나 프리미어 리그
가레나 프리미어 리그(영어: Garena Premier League, GPL)는 가레나가 주최하는 리그 오브 레전드 e스포츠 대회이다. 중화민국, 홍콩, 마카오, 그리고 동남아시아의 여러 국가들의 팀들이 참가하는 다국적 대회이다. 팀들은 가레나 프리미어 리그에 진출하기 위해 먼저 해당 지역의 예선을 통과하여야 한다. 1년동안 윈터, 스프링, 서머의 세 시즌이 치러진다.
대회에 참가하는 12개의 팀들은 6개 팀씩 A조와 B조에 배정된다. 각 팀들은 같은 조의 모든 다른 팀들과 리그전 방식으로 2판씩 경기한다. 각 조의 상위 4개팀들은 토너먼트 방식으로 치러지는 상위 라운드에 진출하여 순위를 정한다. 최종 순위에 따라 상금과 서킷포인트가 부여되며, 매년 세 시즌의 서킷포인트를 합산하여 상위 4개 팀은 리그 오브 레전드 월드 챔피언십 지역 예선에 진출한다. 지역 예선에서 1위를 하는 팀만이 리그 오브 레전드 월드 챔피언십에 참가할 수 있다.

## 가레나 프리미어 리그 2012
가레나 프리미어 리그 2012는 2012년 5월 18일부터 11월 17일까지 개최되었다.
| 순위 | 팀                   | 승 | 패 |
| ---- | -------------------- | -- | -- |
| 1위  | Taipei Assassins     | 38 | 2  |
| 2위  | Singapore Sentinels  | 29 | 11 |
| 3위  | Saigon Jokers        | 21 | 19 |
| 4위  | Kuala Lumpur Hunters | 16 | 24 |
| 5위  | Manila Eagles        | 12 | 28 |
| 6위  | Bangkok Titans       | 4  | 36 |

## 가레나 프리미어 리그 2013
가레나 프리미어 리그 2013은 2013년 1월 4일부터 8월 29일까지 개최되었다. 스프링 시즌과 서머 시즌으로 나뉘었으며, 2013년 8월 24일에 진행된 챔피언십에서는 두 시즌의 우승팀이 맞붙어 ahq e-Sports Club이 Taipei Assassins를 상대로 2:0 승리하였다.

### 스프링 시즌
| 순위 | 팀                    | 승 | 패 |
| ---- | --------------------- | -- | -- |
| 1위  | Taipei Assassins      | 27 | 1  |
| 2위  | Singapore Sentinels   | 22 | 6  |
| 3위  | ahq e-Sports Club     | 20 | 8  |
| 4위  | Saigon Jokers         | 16 | 12 |
| 5위  | Kuala Lumpur Hunters  | 10 | 18 |
| 6위  | Saigon Fantastic Five | 8  | 20 |
| 7위  | Manila Eagles         | 5  | 23 |
| 8위  | Bangkok Titans        | 4  | 24 |

### 서머 시즌
| 순위 | 팀                    | 승 | 패 |
| ---- | --------------------- | -- | -- |
| 1위  | ahq e-Sports Club     | 24 | 4  |
| 2위  | Singapore Sentinels   | 23 | 5  |
| 3위  | Taipei Assassins      | 19 | 9  |
| 4위  | Saigon Jokers         | 13 | 15 |
| 5위  | Kuala Lumpur Hunters  | 12 | 16 |
| 6위  | Bangkok Titans        | 9  | 19 |
| 7위  | Manila Eagles         | 8  | 20 |
| 8위  | Saigon Fantastic Five | 4  | 24 |

## 가레나 프리미어 리그 2014
가레나 프리미어 리그 2014는 2013년 10월 30일에 개최되었다.

### 윈터 시즌
| 순위    | 서킷 포인트 | 팀                    |
| ------- | ----------- | --------------------- |
| 1위     | 400         | Taipei Assassins      |
| 2위     | 200         | Taipei Snipers        |
| 3위     | 150         | ahq e-Sports Club     |
| 4위     | 100         | Saigon Jokers         |
| 5~8위   | 70          | Mineski               |
| 5~8위   | 70          | Singapore Sentinels   |
| 5~8위   | 70          | HK Attitude           |
| 5~8위   | 70          | Full Louis            |
| 9~10위  | 40          | Kuala Lumpur Hunters  |
| 9~10위  | 40          | Saigon Fantastic Five |
| 11~12위 | 20          | Team Infinite         |
| 11~12위 | 20          | Bangkok Titans        |